# Гродовець
Гродовець (пол. Grodowiec, нім. Hochkirch) — село в Польщі, у гміні Грембоциці Польковицького повіту Нижньосілезького воєводства. Населення — 159 осіб (2011).
У 1975-1998 роках село належало до Легницького воєводства.

## Демографія
Демографічна структура станом на 31 березня 2011 року:
|          | Загалом | Допрацездатний вік | Працездатний вік | Постпрацездатний вік |
| -------- | ------- | ------------------ | ---------------- | -------------------- |
| Чоловіки | 74      | 14                 | 50               | 10                   |
| Жінки    | 85      | 18                 | 46               | 21                   |
| Разом    | 159     | 32                 | 96               | 31                   |